# Fokker S.14 Machtrainer
Il Fokker S.14 Machtrainer è stato un aereo da addestramento biposto olandese costruito dalla Fokker per l'Aeronautica Militare olandese.
Sviluppato a partire dalla fine degli anni quaranta il Fokker S.14 (indicato a volte anche come S-14) è stato uno dei primi, se non il primo, aereo con motore a reazione del mondo concepito specificatamente per il ruolo di addestramento, avendo compiuto il suo primo volo il 19 maggio 1951.

## Storia del progetto

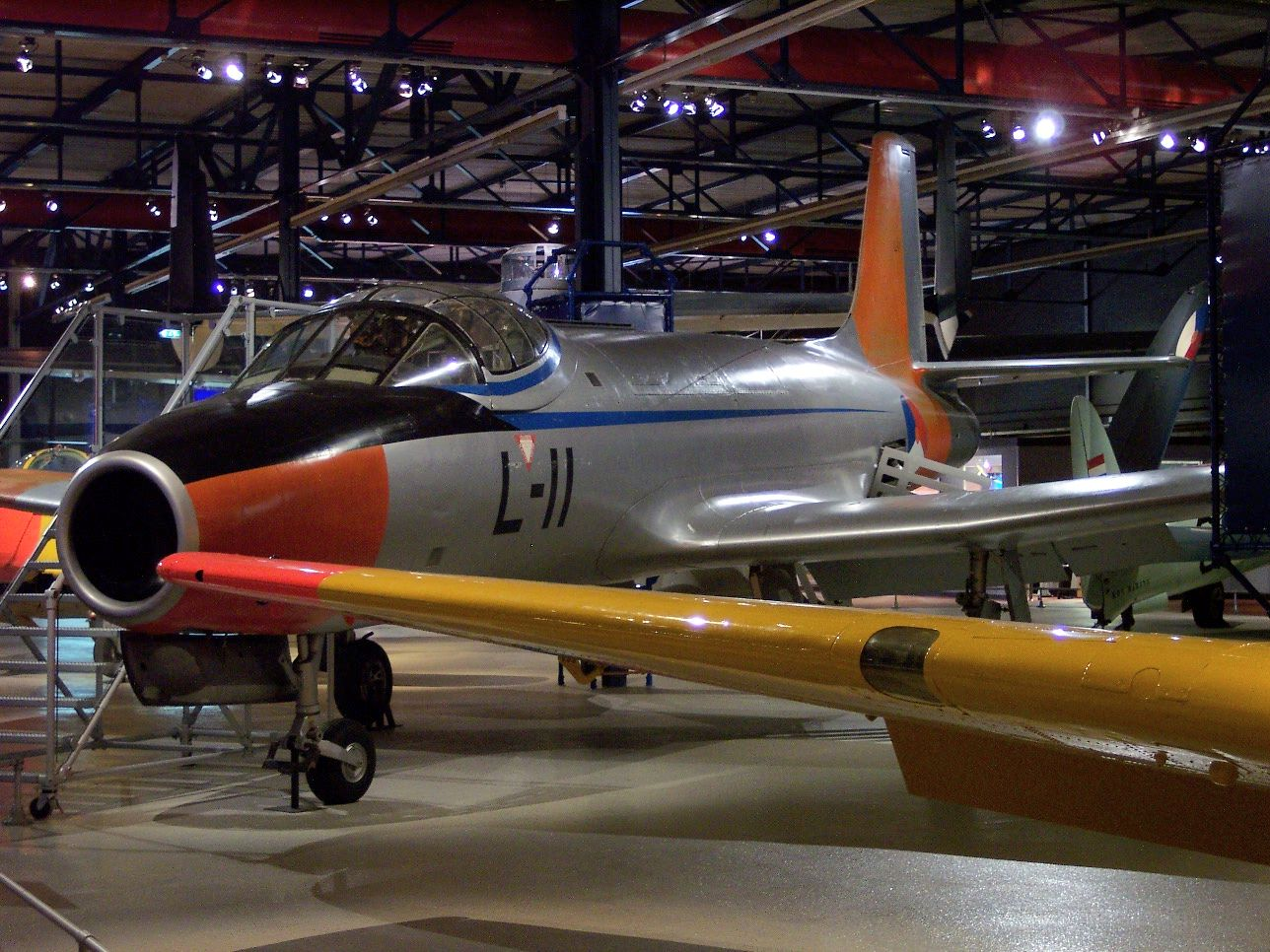
Il Fokker S.14 Machtrainer esposto al Militaire Luchtvaart Museum di Soesterberg (Soest).

Alla fine degli anni quaranta, la Fokker, intuendo che la diffusione dei nuovi aerei da caccia a reazione avrebbe reso rapidamente superati gli aerei da addestramento con motore a pistoni utilizzati fino a quel momento a causa delle loro ridotte prestazioni, cominciò a progettare un aereo da addestramento avanzato in grado di preparare adeguatamente i piloti ai nuovi aerei.
Il risultato fu l'S.14 Machtrainer un aereo ad ala bassa, completamente metallico con la cabina equipaggiata con due seggiolini eiettabili Martin-Baker affiancati e la possibilità di aggiungere addirittura un altro seggiolino per un terzo membro dell'equipaggio.
L'aereo era equipaggiato con un motore Rolls-Royce Derwent montato al centro di una fusoliera dall'ampio diametro e da un carrello di atterraggio a triciclo.
Tre freni aerodinamici erano montati sulla parte posteriore della fusoliera che, insieme alla forma particolare delle ali, consentiva all'aereo di atterrare ad una velocità più bassa e in meno spazio della maggior parte degli aerei a reazione dell'epoca.

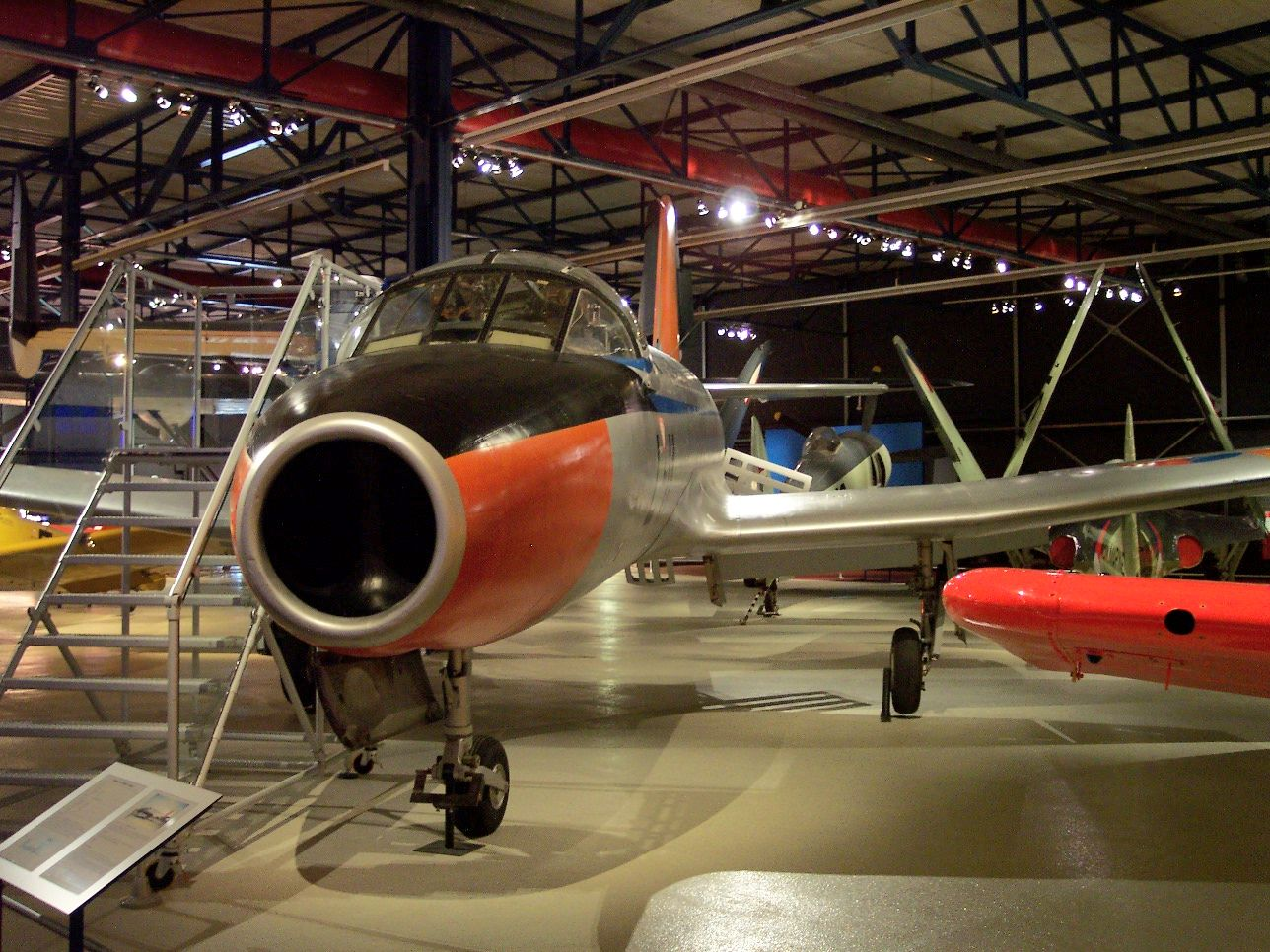
Vista frontale di un Machtrainer.

## Impiego operativo
Il Machtrainer entrò in servizio nell'ottobre 1955 e le consegne proseguirono fino al novembre 1956. Solamente 19 dei 20 aerei ordinati d'Aeronautica olandese entrarono in servizio effettivo in quanto un esemplare andò distrutto in un incidente durante un volo dimostrativo negli Stati Uniti.
Compreso il prototipo, l'S.14 fu prodotto in soli 21 esemplari e restò in servizio per una decina di anni, surclassato nel ruolo di addestramento dal meno costoso Lockheed T-33 Shooting Star derivato dal caccia P-80.

## Utilizzatori
Paesi Bassi
- Koninklijke Luchtmacht